# Metropolregion Tallahassee
Die Metropolregion Tallahassee (engl.: Tallahassee metropolitan area) ist eine Metropolregion im Norden des US-Bundesstaates Florida. Sie stellt eine durch das Office of Management and Budget definierte Metropolitan Statistical Area (MSA) dar und umfasst die Countys Gadsden, Jefferson, Leon und Wakulla. Den Mittelpunkt der Agglomeration stellt die Stadt Tallahassee dar.
Zum Zeitpunkt der Volkszählung von 2020 hatte das Gebiet 384.298 Einwohner.